# Glavina Lajos
Glavina Lajos (Pribiszlávec (Zalaújvár), Zala vármegye, 1806. augusztus 12. - Gelse, 1885. augusztus 13.) Zala vármegye főispánja, ügyvéd, országgyűlési képviselő, gelsei földbirtokos, a "Zalavármegyei Gazdasági Egyesület" elnöke, A zalai Deák-párt elnöke.

## Élete
Nemesi származású család sarja. Apja, nemes Glavina Balázs (1786–1852), perlaki kisbirtokos, anyja nemes Bogdán Borbála volt. Apai nagyszülei nemes Glavina József és Matula Éva voltak. Fivérei Glavina Ferenc, Glavina György és Glavina Ambrus volt. A Csáktornya melletti Zalaújváron született. Jogi tanulmányokat folytatott, majd herceg németújvári Batthyány Fülöp titkára lett. Az 1830-as évektől Nagykanizsán volt uradalmi ügyvéd, majd Körmenden a Batthyány család levéltárnoka. Az 1840-es évektől Nemesapátiban lakott. 
Aktív ellenzékiként részt vett a Zala vármegye politikai életében, bár nyilvános politikai szerepet ugyan ritkán vállalt. A kulisszák mögött a vasi és a zalai liberális ellenzék összekötője volt. 1843 augusztusában ő mozgósította a házi-adó megszavazására a Zalában is birtokos vasi nemeseket, 1845 tavaszán pedig mind Vas, mind pedig Zala megyében önkéntes adófizetést vállalt. 1845/47-ben mindkét megye közgyűlésein felszólalt az adminisztrátorok törvénysértései ellen. 1846-ban a zalai ellenzék meggyőződéses tagjaként jellemezték, és Deák Ferenc mérsékelt politikájának feltétlen híve volt. 1846-ban a belga uralkodó által az Inkey-családtól megvásárolt, Nagykanizsa melletti palini uradalom jószágkormányzója lett. 1848. május 9-én Zala megye állandó bizottmánya kinevezte a Csáktornyán felállítandó kerületi törvényszék bírájává. 1848. június 24.-én a csáktornyai kerületben országgyűlési képviselővé választották egyhangúlag. Ő volt a Muraköz lakosságának mintegy felét felölelő 2880 választópolgárral rendelkező csáktornyai választókerület egyetlen országgyűlési képviselőjelöltje. 1848. június 15-én „közegyetértéssel" választották képviselőjükké Glavinát a csáktornyai választókerület horvát választói. Az első nép-képviseleti országgyűlésben Muraköz Zágrábi püspökségtől való függésének megszüntetését szorgalmazta.
Az 1848-as szabadságharc leverése után a pesti hadbíróság 1850. július 20-án felmentette a további eljárás alól. Glavina az 1850-es évektől ismét a palini uradalom jószágigazgatójaként dolgozott. 1861-ben törvényszéki elnökként tevékenykedett Zala megyében. Elnöke lett a megye nemesi pénztárának, 1863-ban pedig a Zalavármegyei Gazdasági Egyesületnek is. A kiegyezés után a Deák-párt zalai elnökévé választották. Elnöke volt még több vízszabályozó társulatnak, és kiemelkedő szerepet játszott a megye közéletének számos területén. A kiegyezés után újra bekapcsolódott a megye politikai közéletébe.
1880. november 19.-én Zala vármegye főispánjává nevezte ki Tisza Kálmán-kormánya. 1883. novemberében a tiszaeszlári pernek következtében Zala megyében több városban és nagyobb településen zsidóellenes zavargások zajlottak. A Tisza kormány haladéktalanul igyekezett a békét és rendet újrateremteni és erre 1883. augusztus 28-án a belügyminiszter Glavina Lajos őméltóságát, Zalamegye főispánját, a vármegye kormánybiztossá nevezte ki hogy, "...a megzavart közrend, élet és vagyonbiztonság helyreállítása érdekében minden szükséges intézkedések a legerélyesebben foganatosíttassanak..". 1883. szeptember elsején máris a kormánybiztos rendeletet adott ki, amely szorgalmazta a zavargások megszüntetését. Bár a megye két legjelentősebb településén, Zalaegerszegen és Nagykanizsán sikerült meggátolni a további, súlyos konfliktusokat, a felizgatott közhangulatot lépten-nyomon érezni lehetett. Ennek bizonyítéka egy rendelet, amelyben a zenésztársulatoknak zsidóellenes darabok játszását tiltja meg a kormánybiztos. Közben a megye különböző helységeiből — Nagykanizsáról, Zalalövőről, Zalaszentgrótról és Alsólendváról — az izraelita polgárok, többnyire hitközségükön keresztül, sürgős segítséget kérnek életük és vagyonuk megvédelmezéséhez. Hivatkoznak a megtörtént eseményekre, az eddigi intézkedéseket keveslik és a katonaság létszámának felemelését kérik. Az eredmény: Zalalövőn 3 századot, Zalaszentgróton és Alsólendván 2 századot állomásoztatnak, Kanizsán pedig meghagyják a 14. dragonyosezred állandóan ott állomásozó századait, akiket eredetileg gyakorlatra akartak elvinni. Mindezt meg kellett tenni a teljes anarchia elkerülése érdekében. Szeptember 14. után gyakorlatilag sikerült visszaszorítani a Balaton-felvidéken is a zsidóellenes megmozdulásokat. A megyei zsidóellenes megmozdulások zárófejezetét a november 7-i zalalövői események képezték. A főispáni széket egészen haláláig, 1885. augusztus 13.-ig, majdnem 5 évig, foglalta.

## Házassága és gyermekei
1837. november 23-án Gelsén feleségül vette nemes Csertán Zsuzsanna Magdolna (*Nemesszer, 1807. december 24.–†Gelse, 1887. április 18.) kisasszonyt, akinek az apja, nemes Csertán Károly (1768-1832), táblabíró, a kapornaki járás főszolgabírája, földbirtokos és az édesanyja, a nemesi származású felsőapáti Vargha Rozália (1775-1848) volt. Az apai nagyszülei nemes Csertán László (1734-1787), nemesszeri lakós, és a Hahót-Buzád nembeli csányi Csány Rozália (1740-1783) voltak. Glavina Lajosné Csertán Zsuzsanna fivére Csertán Sándor (1809-1864) táblabíró, Zala vármegyei származású kormánybiztos az 1848–49-es forradalom és szabadságharc alatt, volt. Glavina Lajos unokaöccse Svastics Jánosné Csertán Krisztina fia bocsári Svastits Benő, a majdani zalai főispán volt. Glavina Lajosné Csertán Zsuzsanna leánytestvére Csertán Rozália (1795-1885), akinek a férje séllyei Séllyey Elek (1788-1850) zalai alispán, földbirtokos. Unokaöccse Sélley Elekné Csertán Rozália révén Séllyey László (1817–1886), a muraközi járás főszolgabírája, földbirtokos. Glavina Lajos és Csertán Zsuzsanna frigyéből született:
- Glavina Rozália (*Körmend, 1839. február 27.–†1917. június 1.).[15] Férje: nedeczei Nedeczky Zsigmond (Paks, 1833. május 24.–Zalacsány, 1859. december 18.), földbirtokos.
- Glavina Károly József (Körmend, 1842. május 1. –Gelse, 1897. október 3.), gelsei földbirtokos.[16][17] Neje: alsózaturcsai Zathureczky Paula (1847–Gelse, 1891. december 18.).[18]